# Barajul Mornos
Barajul Mornos este situat în partea centrală a Greciei și a fost construit pe râul omonim, la 25 km N de o zonă activă seismic. Construcțiile la baraj au început în anul 1972, iar după finalizare (1978) a rezultat un lac cu o suprafață de 18,5 km2 și un volum de 780 milioane mc. Scopul acestui baraj situat la o distanță de 220 km VNV de Atena este alimentarea cu apă a capitalei elene.
Barajul, construit din pământ, se încadrează în categoria celor de greutate și are coronamentul lung de 850 m și lat de 10 m. Localitatea cea mai apropiată este Lidoriki, aflată la 7 km.